# Герман Гіллі
Герман Гіллі (нім. Hermann Gilly; 16 вересня 1894, Донауешинген — 23 серпня 1944, Гамбург) — німецький льотчик-ас, лейтенант Імперської армії, майор люфтваффе.

## Біографія
Працював у банку, з початком Першої світової війни вступив до армії. У жовтні 1914 року був направлений до 168-го піхотного полку. У березні 1916 року, воюючи на Східному фронті, отримав офіцерське звання.
У листопаді 1916 року перейшов в авіацію. Закінчивши льотні курси, літав кілька місяців у складі 1-го льотного запасного дивізіону, потім був відправлений на передову. Воював на Італійському фронті у складі 204-го льотного дивізіону. При першому бойовому вильоті його спостерігач лейтенант Еріх Шпренгер випав із кабіни літака під час польоту на висоті 2500 метрів над Спрезіано. 14 квітня 1918 року був направлений в 40-ву винищувальну ескадрилью у Франції, а трохи пізніше — в 29-ту винищувальну ескадрилью. Був поранений, після лікування повернувся знову в 40-ву винищувальну ескадрилью.
Всього за час бойових дій здобув 7 перемог.
22 січня 1919 року демобілізований. У роки Другої світової війни служив в люфтваффе.

## Нагороди
- Залізний хрест 2-го і 1-го класу
- Хрест «За військові заслуги» (Австро-Угорщина) 3-го класу з військовою відзнакою (5 травня 1918)
- Орден Альберта (Саксонія), лицарський хрест 2-го класу з мечами (1 вересня 1918)
- Почесний хрест ветерана війни з мечами